# Tovární knihařství Z. a J. Nožička
Tovární knihařství Z. a J. Nožička je bývalá knihařská firma v Praze, která se nacházela v Karlíně na rohu ulic Thámova a Pobřežní.

## Historie
Nožičkovo tovární knihařství dodávalo nakladatelské vazby pro větší nakladatelství (například pro nakladatelství Vilímek). Roku 1924 byl pro firmu Emilem Konárovským radikálně přestavěn původní nárožní činžovní dům z roku 1909. Stavitel změnil konstrukční výšku podlaží se stropní konstrukcí ze železobetonu a objektu navrhl novou fasádu s prvky art deco. Stavbu zakryla valbová střecha.
Po znárodnění přešla firma roku 1949 pod n.p. Polygrafie.